# Ninja : L'Ombre des ténèbres
Ninja : L'Ombre des ténèbres (Ninja: Shadow of Darkness) est un jeu vidéo d'action-aventure sorti sur PlayStation en 1998. Il a été édité par Eidos Interactive et développe par Core Design.

## Synopsis
Le gouvernement a donné le pouvoir aux démons et aux autres créatures des ténèbres. Des années après, un jeune ninja, de retour chez lui, voit son village dévasté par les forces démoniaques. Ce ninja va se battre pour sauver son peuple ainsi que le Japon tout entier.

## Accueil
- Jeuxvideo.com : 14/20[2]